# Billy Nicholson
William Charles "Billy" Nicholson, född 19 september 1878 i Montreal, död 5 maj 1947, var en kanadensisk professionell ishockeyspelare på målvaktspositionen. Nicholson spelade både som amatör och professionell och vann Stanley Cup med Montreal Hockey Club 1902 och 1903.

## Karriär
Som amatörspelare representerade Billy Nicholson Montreal Hockey Club i Canadian Amateur Hockey League från och med 1899 och vann Stanley Cup med laget 1902 och 1903 sedan Montreal besegrat Winnipeg Victorias i två finalserier. 1903 lämnade Nicholson Montreal HC och var med om att bilda Montreal Wanderers som han spelade för i Federal Amateur Hockey League under lagets första säsong 1904.
Säsongen 1904–05 flyttade Nicholson till Michigan i USA och blev professionell med Calumet-Laurium Miners i International Professional Hockey League. Nicholson vann ligan med Calumet under sin första säsong i IPHL och stannade med klubben under tre säsonger tills ligan lades ner efter säsongen 1906–07. Därefter spelade han för Montreal Shamrocks i Eastern Canada Amateur Hockey Association säsongen 1907–08.
1908–1910 spelade Nicholson för Haileybury Hockey Club i Timiskaming Professional Hockey League, samt en match för klubben i NHA. Säsongen 1912–13 var Nicholson spelande manager för Toronto Tecumsehs i NHA och säsongen därefter, 1913–14, representerade han Montreal Wanderers i samma liga. Sin sista säsong som spelare, 1916–17, representerade Nicholson Toronto Blueshirts i NHA.